# ایزوکروموزوم
ایزوکروموزوم (به انگلیسی: Isochromosome) کروموزومی است که یکی از بازوهای خود را از دست داده و با یک کپی از بازوی دیگر همان کروموزم جایگزین شده‌است. گاهی در جنس مؤنث به عنوان سندرم ترنر (Turner Syndrome) و در سلول‌های سرطانی دیده می‌شود. با فراوانی کمتر از یک درصد یکی از مکانیسم‌های سندرم داون (21q21q) نیز می‌باشد. ایزوکروموزوم می‌تواند دارای دو سانترومر هم باشد. در ۲۰٪ از بیماران سندرم ترنر یک کروموزوم نرمال و دیگری به صورت ایزوکروموزوم است.

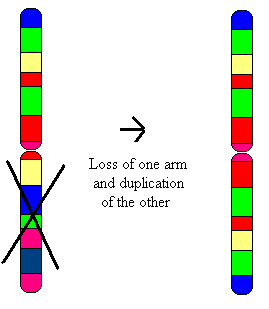
ایزوکروموزوم